# Lacs (Indre)
Lacs ist eine französische Gemeinde mit 655 Einwohnern (Stand: 1. Januar 2022) im Département Indre in der Region Centre-Val de Loire. Sie gehört zum Arrondissement La Châtre, zum Kanton La Châtre und zum Gemeindeverband Communauté de communes de la Châtre et Sainte Sévère. Die Einwohner werden Lacubusiens genannt.

## Lage
Lacs liegt etwa 35 Kilometer südöstlich von Châteauroux. Das Gemeindegebiet wird im Osten vom Fluss Igneraie durchquert. Umgeben wird Lacs von den Nachbargemeinden Lourouer-Saint-Laurent im Norden, Thevet-Saint-Julien im Nordosten, Montlevicq im Osten und Südosten, Briantes im Süden, La Châtre im Südwesten sowie Montgivray im Westen.

## Bevölkerungsentwicklung
| Jahr                      | 1962 | 1968 | 1975 | 1982 | 1990 | 1999 | 2006 | 2013 |
| Einwohner                 | 384  | 301  | 298  | 506  | 603  | 614  | 644  | 648  |
| Quelle: Cassini und INSEE |      |      |      |      |      |      |      |      |

## Sehenswürdigkeiten

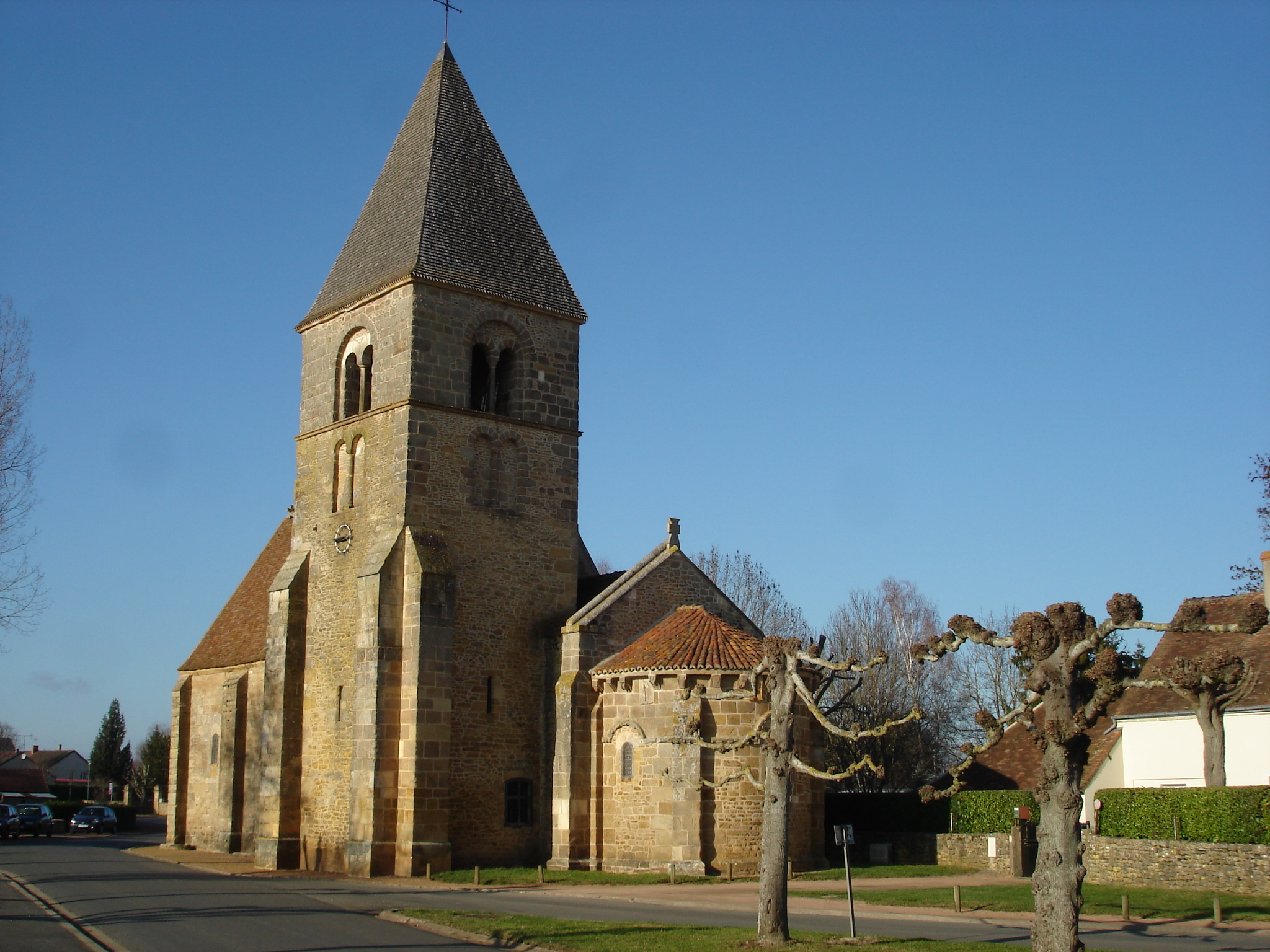
Kirche Saint-Martin

- Kirche Saint-Martin, seit 1922 Monument historique

## Söhne- und Töchter der Stadt
- Robert Boubet (* 1947), französischer Autorennfahrer